# Rick McCallum
Richard McCallum, född 22 augusti 1954 i Heidelberg, är en tyskfödd amerikansk filmproducent och är troligen mest känd för sitt arbete tillsammans med George Lucas med episod I-III Star Wars-filmerna samt Special Edition-versionerna av de första tre filmerna. Han är dessutom känd för att tillsammans med George Lucas producerat TV-serien Indiana Jones äventyr i början av 90-talet.
Hans mor har varit gift med skådespelaren Michael York sedan 1968.

## Filmografi (urval)
- 1992–1993 – Indiana Jones äventyr (TV-serie)
- 1999 – Star Wars: Episod I – Det mörka hotet
- 2002 – Star Wars: Episod II – Klonerna anfaller
- 2003 – Star Wars: The Clone Wars (TV-serie)
- 2005 – Star Wars: Episod III – Mörkrets hämnd
- 2016 – A United Kingdom